# Labastidette
Labastidette est une commune française située dans le nord du département de la Haute-Garonne, en région Occitanie.
Sur le plan historique et culturel, la commune se situe dans le pays toulousain, qui s’étend autour de Toulouse le long de la vallée de la Garonne, bordé à l’ouest par les coteaux du Savès, à l’est par ceux du Lauragais et au sud par ceux de la vallée de l’ Ariège et du Volvestre. Exposée à un climat océanique altéré, elle est drainée par le canal de Saint-Martory, le Touch, l'Ousseau, le ruisseau des Barradous, le ruisseau du houssat et par divers autres petits cours d'eau.
Labastidette est une commune rurale qui compte 2 946 habitants en 2022, après avoir connu une forte hausse de la population depuis 1975. Elle appartient à l'unité urbaine de Labastidette et fait partie de l'aire d'attraction de Toulouse. Ses habitants sont appelés les Labastidettois ou  Labastidettoises.

## Géographie

### Localisation
La commune de Labastidette se trouve dans le département de la Haute-Garonne, en région Occitanie.
Elle se situe à 22 km à vol d'oiseau de Toulouse, préfecture du département, et à 7 km de Muret, sous-préfecture.
Les communes les plus proches sont : 
Lamasquère (2,4 km), Saint-Clar-de-Rivière (2,5 km), Lherm (4,0 km), Saint-Hilaire (5,0 km), Cambernard (5,5 km), Muret (6,5 km), Seysses (6,8 km), Lavernose-Lacasse (7,4 km).
Sur le plan historique et culturel, Labastidette fait partie du pays toulousain, une ceinture de plaines fertiles entrecoupées de bosquets d'arbres, aux molles collines semées de fermes en briques roses, inéluctablement grignotée par l'urbanisme des banlieues.
Labastidette est limitrophe de trois autres communes.
Les communes limitrophes sont  Lherm, Muret et Saint-Clar-de-Rivière.
| Saint-Clar-de-Rivière |              | Muret |
|                       | Labastidette |       |
|                       | Lherm        |       |

### Géologie et relief
La commune de Labastidette est établie sur la troisième terrasse de la Garonne, dans la plaine toulousaine de la Garonne.
La superficie de la commune est de 627 hectares ; son altitude varie de 186  à   219 mètres.

### Hydrographie

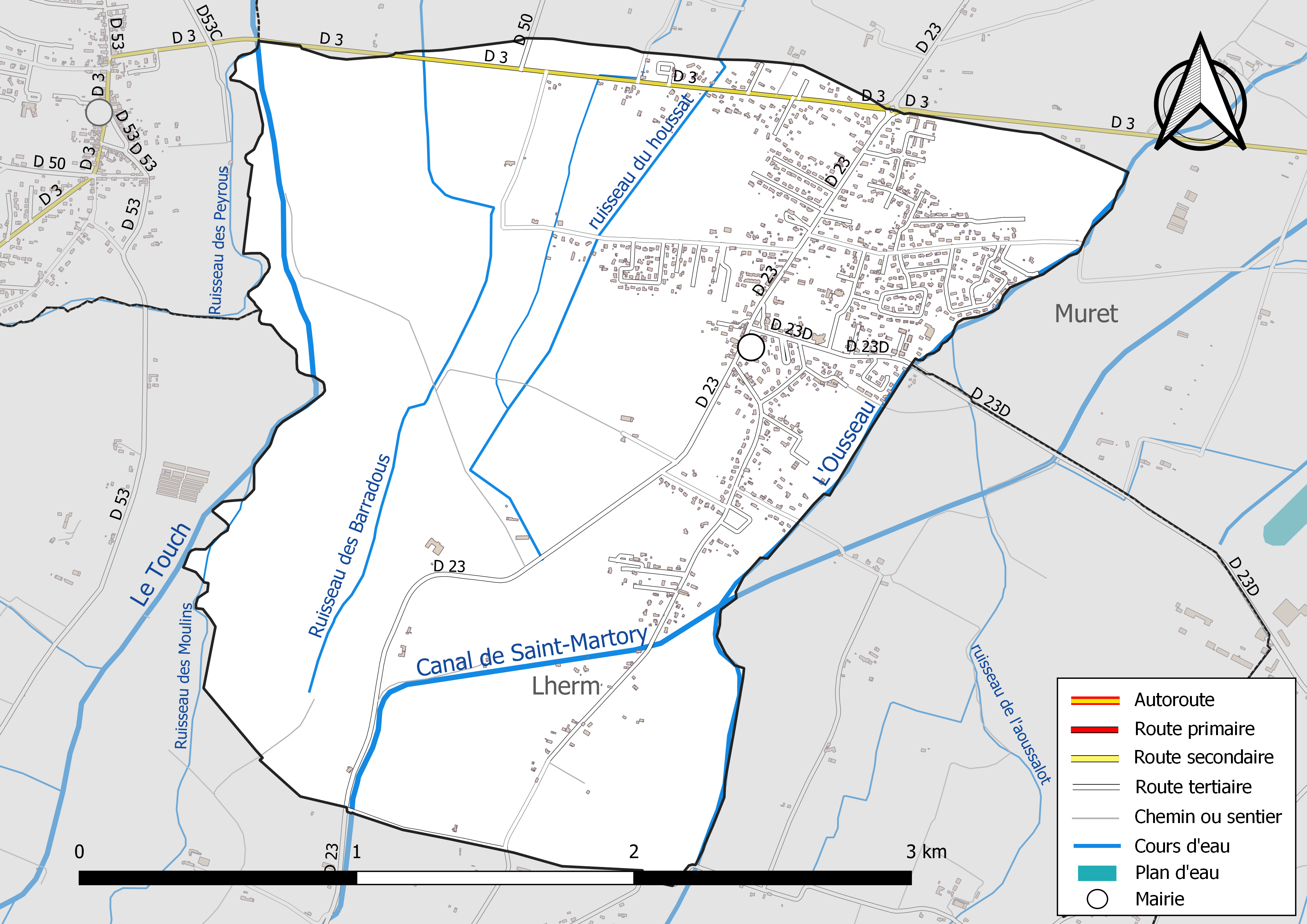
Réseaux hydrographique et routier de Labastidette.

La commune est dans le bassin de la Garonne, au sein du bassin hydrographique Adour-Garonne. Elle est drainée par le canal de Saint-Martory, le Touch, l'Ousseau, le ruisseau des Barradous, le ruisseau du houssat, le ruisseau de l'aoussalot, le ruisseau des Moulins, le ruisseau des Peyrous et par un petit cours d'eau, constituant un réseau hydrographique de 12 km de longueur totale,.
Le canal de Saint-Martory, d'une longueur totale de 71,2 km, prend sa source dans la commune de Saint-Martory et s'écoule du sud-ouest vers le nord-est. Il traverse la commune et se jette dans la Garonne à Toulouse, après avoir traversé 19 communes.
Le Touch, d'une longueur totale de 74,5 km, prend sa source dans la commune de Lilhac et s'écoule du sud-ouest vers le nord-est. Il traverse la commune et se jette dans la Garonne à Blagnac, après avoir traversé 29 communes.
L'Ousseau, d'une longueur totale de 26,2 km, prend sa source dans la commune de Lherm et s'écoule du sud-ouest vers le nord-est. Il traverse la commune et se jette dans le Touch à Tournefeuille, après avoir traversé 10 communes.

### Climat
Pour des articles plus généraux, voir climat de l'Occitanie et climat de la Haute-Garonne.
En 2010, le climat de la commune est de type climat du Bassin du Sud-Ouest, selon une étude s'appuyant sur une série de données couvrant la période 1971-2000. En 2020, Météo-France publie une typologie des climats de la France métropolitaine dans laquelle la commune est exposée à un climat océanique altéré et est dans la région climatique Aquitaine, Gascogne, caractérisée par une pluviométrie abondante au printemps, modérée en automne, un faible ensoleillement au printemps, un été chaud (19,5 °C), des vents faibles, des brouillards fréquents en automne et en hiver et des orages fréquents en été (15 à 20 jours).
Pour la période 1971-2000, la température annuelle moyenne est de 13,1 °C, avec une amplitude thermique annuelle de 16 °C. Le cumul annuel moyen de précipitations est de 674 mm, avec 8,6 jours de précipitations en janvier et 5,2 jours en juillet. Pour la période 1991-2020, la température moyenne annuelle observée sur la station météorologique la plus proche, située sur la commune de Lherm à 4 km à vol d'oiseau, est de 13,6 °C et le cumul annuel moyen de précipitations est de 620,4 mm,. Pour l'avenir, les paramètres climatiques de la commune estimés pour 2050 selon différents scénarios d’émission de gaz à effet de serre sont consultables sur un site dédié publié par Météo-France en novembre 2022.

### Milieux naturels et biodiversité
Aucun espace naturel présentant un intérêt patrimonial n'est recensé sur la commune dans l'inventaire national du patrimoine naturel,,.

## Urbanisme

### Typologie
Au 1er janvier 2024, Labastidette est catégorisée bourg rural, selon la nouvelle grille communale de densité à sept niveaux définie par l'Insee en 2022.
Elle appartient à l'unité urbaine de Labastidette, une unité urbaine monocommunale constituant une ville isolée,. Par ailleurs la commune fait partie de l'aire d'attraction de Toulouse, dont elle est une commune de la couronne,. Cette aire, qui regroupe 527 communes, est catégorisée dans les aires de 700 000 habitants ou plus (hors Paris),.

### Occupation des sols
L'occupation des sols de la commune, telle qu'elle ressort de la base de données européenne d’occupation biophysique des sols Corine Land Cover (CLC), est marquée par l'importance des territoires agricoles (61,1 % en 2018), en diminution par rapport à 1990 (80 %). La répartition détaillée en 2018 est la suivante : 
terres arables (49 %), zones urbanisées (20,5 %), forêts (18,4 %), zones agricoles hétérogènes (10 %), prairies (2 %). L'évolution de l’occupation des sols de la commune et de ses infrastructures peut être observée sur les différentes représentations cartographiques du territoire : la carte de Cassini (XVIIIe siècle), la carte d'état-major (1820-1866) et les cartes ou photos aériennes de l'IGN pour la période actuelle (1950 à aujourd'hui).

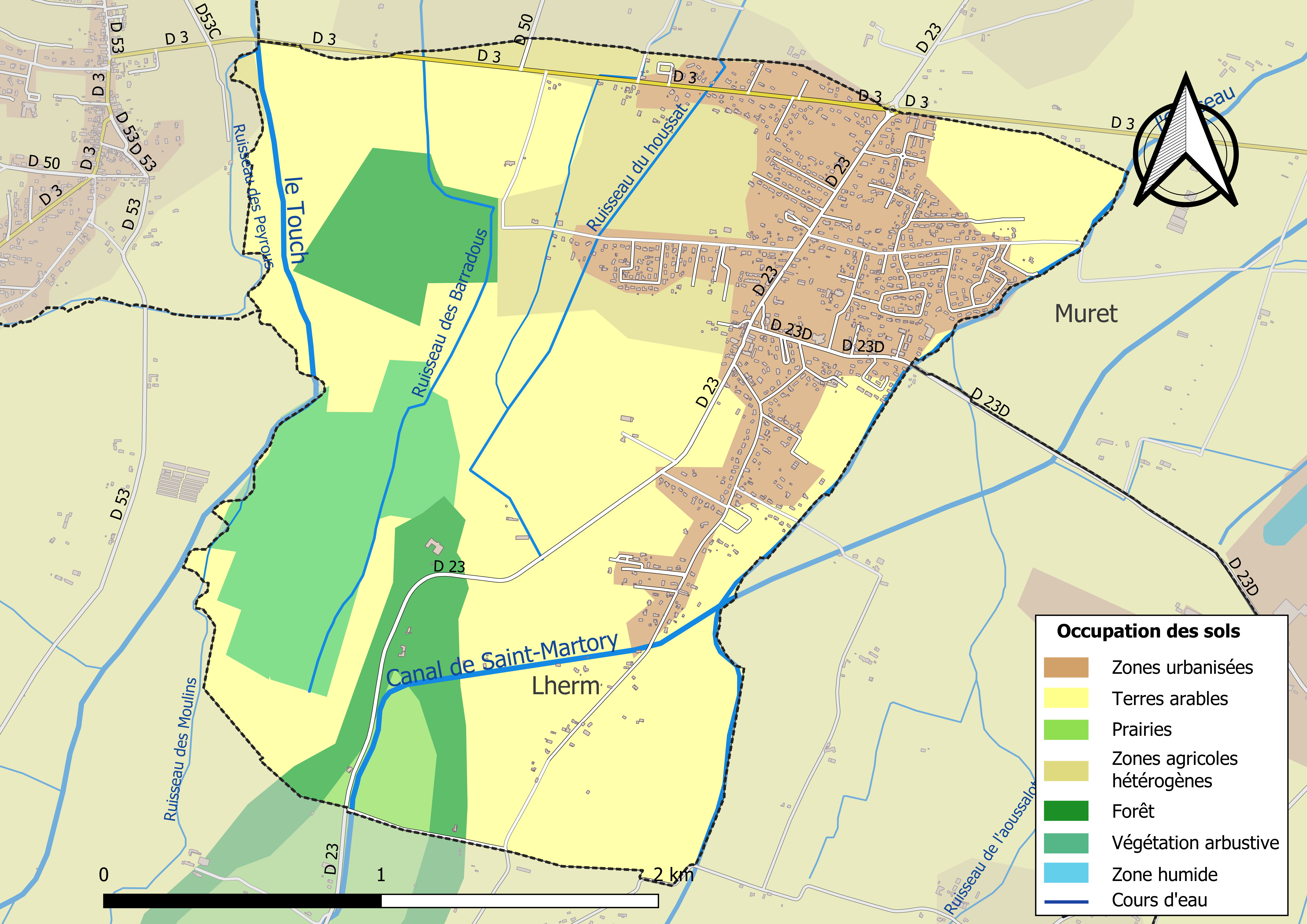
Carte des infrastructures et de l'occupation des sols de la commune en 2018 (CLC).

### Voies de communication et transports
La ligne 312 du réseau Tisséo relie le centre de la commune à la gare de Muret, en correspondance avec la ligne D en direction de Toulouse-Matabiau, la ligne 363 du réseau Arc-en-Ciel relie la commune à la gare routière de Toulouse depuis Rieumes.

### Risques majeurs
Le territoire de la commune de Labastidette est vulnérable à différents aléas naturels : météorologiques (tempête, orage, neige, grand froid, canicule ou sécheresse), inondations et séisme (sismicité très faible). Un site publié par le BRGM permet d'évaluer simplement et rapidement les risques d'un bien localisé soit par son adresse soit par le numéro de sa parcelle.
Certaines parties du territoire communal sont susceptibles d’être affectées par le risque d’inondation par débordement de cours d'eau, notamment le Touch et l'Ousseau. La commune a été reconnue en état de catastrophe naturelle au titre des dommages causés par les inondations et coulées de boue survenues en 1982, 1999, 2000 et 2009,.

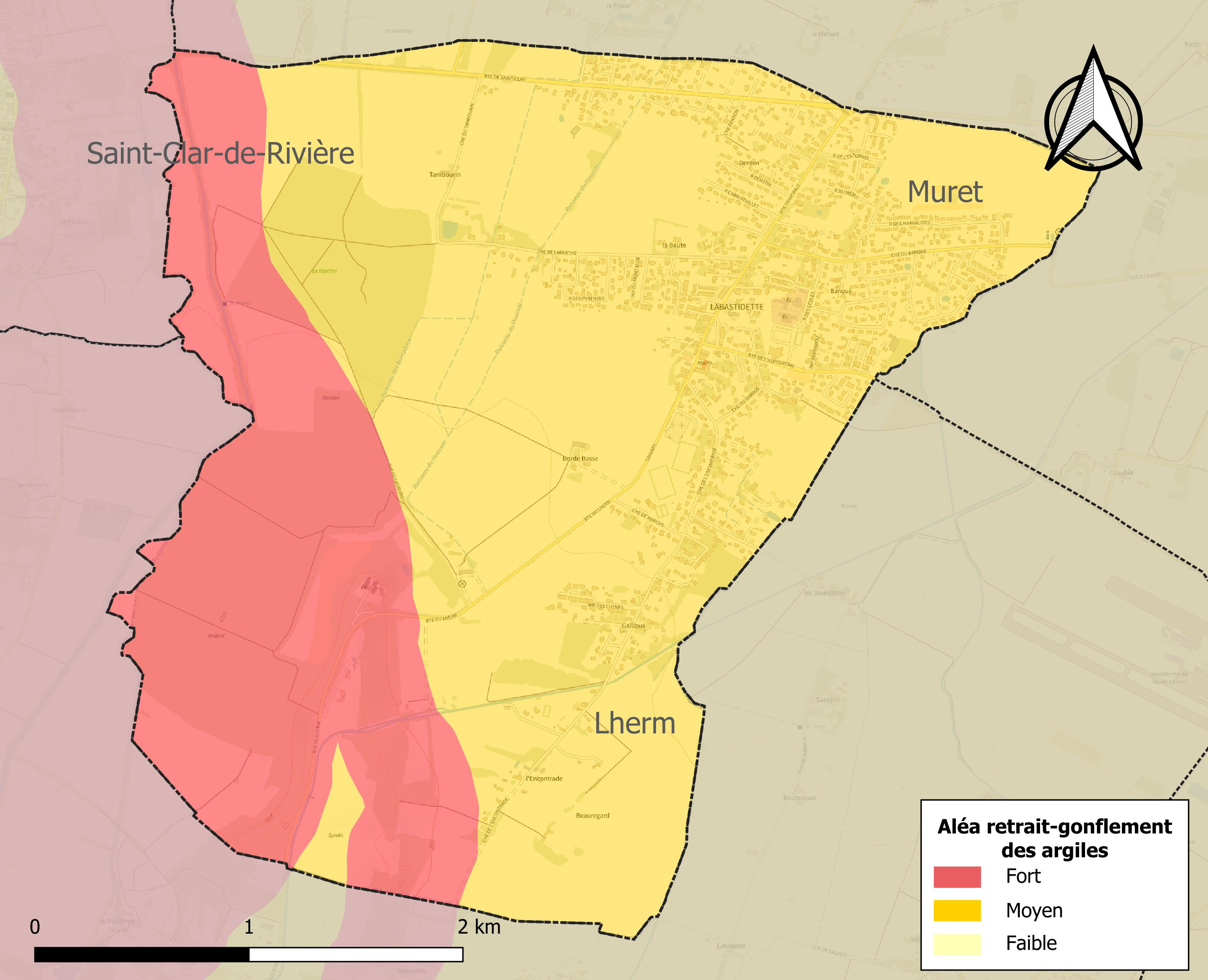
Carte des zones d'aléa retrait-gonflement des sols argileux de Labastidette.

Le retrait-gonflement des sols argileux est susceptible d'engendrer des dommages importants aux bâtiments en cas d’alternance de périodes de sécheresse et de pluie. La totalité de la commune est en aléa moyen ou fort (88,8 % au niveau départemental et 48,5 % au niveau national). Sur les 802 bâtiments dénombrés sur la commune en 2019, 802 sont en aléa moyen ou fort, soit 100 %, à comparer aux 98 % au niveau départemental et 54 % au niveau national. Une cartographie de l'exposition du territoire national au retrait gonflement des sols argileux est disponible sur le site du BRGM,.
Par ailleurs, afin de mieux appréhender le risque d’affaissement de terrain, l'inventaire national des cavités souterraines permet de localiser celles situées sur la commune.
Concernant les mouvements de terrains, la commune a été reconnue en état de catastrophe naturelle au titre des dommages causés par la sécheresse en 2006, 2007, 2008 et 2011 et par des mouvements de terrain en 1999.

## Histoire
Un ancien château, dit de Lasserre, se trouvait en face du village. Un castrum de la Serra est mentionné au XIIIe siècle, à l'emplacement de l'actuel château.
Il y a environ 500 ans, il appartenait à Jean de Larroche, seigneur de Fontenilles, de Lasserre, de Bastide Caprifeuillet et autres lieux.
Au XVIIIe siècle, le château de Lasserre devient la propriété de Félix François comte d'Espie, chevalier de l'ordre royal.

### Héraldique
| Blason de Labastidette | Blason  | Écartelé au premier d’azur aux trois rocs d’échiquier d’or, au second d’argent au bœuf passant de gueules, au chef de sable chargé de trois coquilles du champ, au troisième d’argent à la branche de chèvrefeuille de sinople fleurie d’or, posée en bande, au quatrième d’azur à l’épi d’or posé en bande, mouvant du canton senestre de la pointe et mûri par un soleil rayonnant du même mouvant du canton dextre du chef. |
| Blason de Labastidette | Détails | Le statut officiel du blason reste à déterminer. |

## Politique et administration

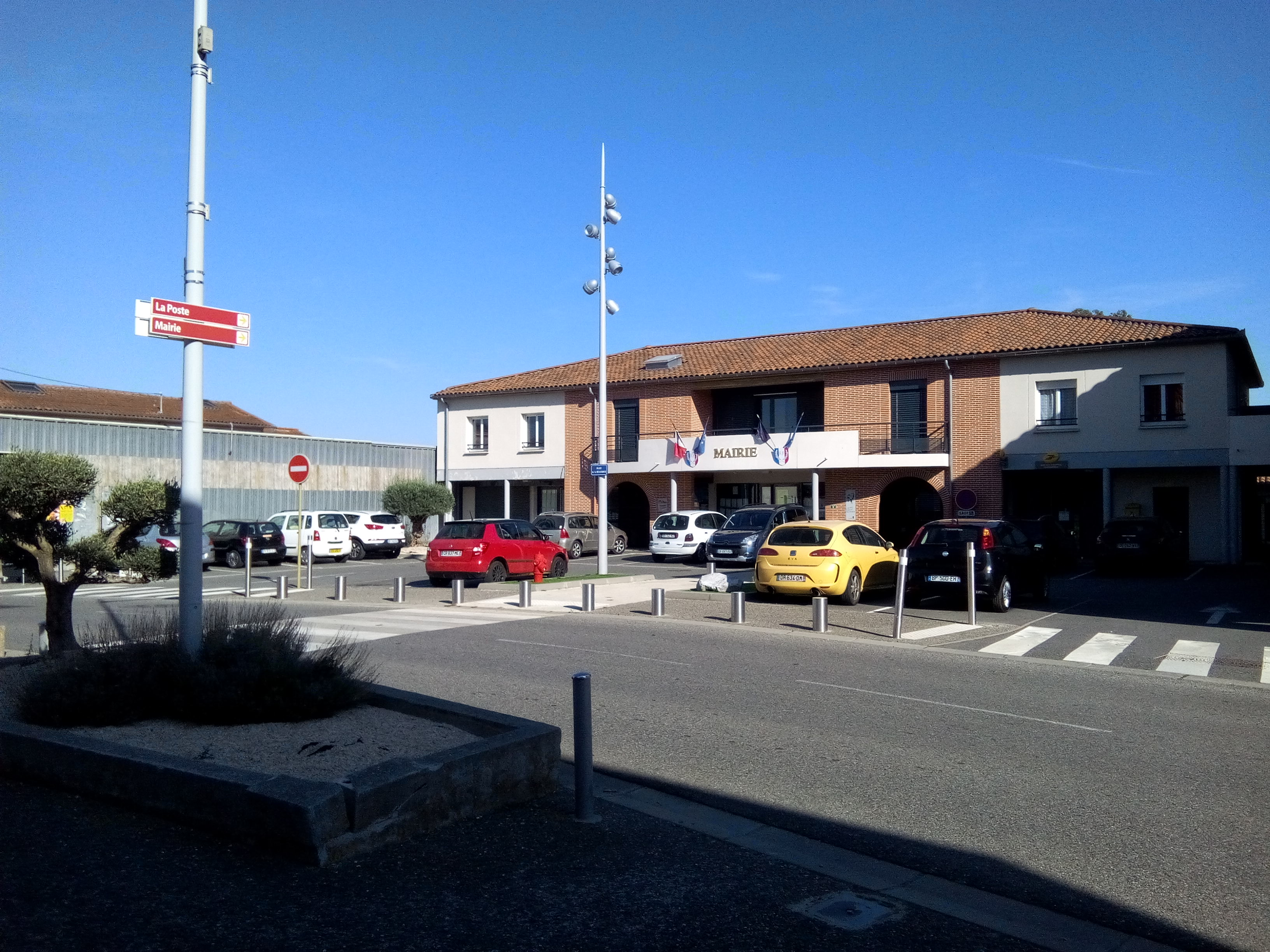
La mairie.

### Rattachements administratifs et électoraux
Labastidette appartient à l'arrondissement et au canton de Muret depuis sa création en 1801.
Pour l’élection des députés, la commune fait partie de la septième circonscription de la Haute-Garonne, représentée depuis 2022 par Christophe Bex (La France insoumise).

### Intercommunalité
Depuis le 1er janvier 2004, la commune appartient au Muretain Agglo anciennement communauté d'agglomération du Muretain.

### Administration municipale
Le nombre d'habitants au recensement de 2017 étant compris entre 2 500 habitants et 3 499 habitants, le nombre de membres du conseil municipal pour l'élection de 2020 est de vingt-trois,.

### Liste des maires
| Période                                  | Période   | Identité       | Étiquette | Qualité                                     |
| ---------------------------------------- | --------- | -------------- | --------- | ------------------------------------------- |
| Les données manquantes sont à compléter. |           |                |           |                                             |
| mars 1983                                | mars 2008 | Pierre Toniolo | DVD       | Ancien directeur de banque, maire honoraire |
| mars 2008                                | juin 2020 | Serge Gorce    | DVG       | Gérant de société retraité Réélu en 2014    |
| juin 2020                                | En cours  | Olivier Authié |           | Employé                                     |

### Tendances politiques et résultats
- Élection municipale de 2020

## Population et société

### Démographie
| 1793 | 1800 | 1806 | 1821 | 1831 | 1836 | 1841 | 1846 | 1851 |
| ---- | ---- | ---- | ---- | ---- | ---- | ---- | ---- | ---- |
| 65   | 204  | 215  | 297  | 297  | 317  | 332  | 351  | 356  |

| 1856 | 1861 | 1866 | 1872 | 1876 | 1881 | 1886 | 1891 | 1896 |
| ---- | ---- | ---- | ---- | ---- | ---- | ---- | ---- | ---- |
| 312  | 346  | 366  | 343  | 384  | 388  | 364  | 332  | 307  |

| 1901 | 1906 | 1911 | 1921 | 1926 | 1931 | 1936 | 1946 | 1954 |
| ---- | ---- | ---- | ---- | ---- | ---- | ---- | ---- | ---- |
| 261  | 305  | 270  | 244  | 276  | 264  | 243  | 227  | 270  |

| 1962 | 1968 | 1975 | 1982 | 1990 | 1999  | 2006  | 2011  | 2016  |
| ---- | ---- | ---- | ---- | ---- | ----- | ----- | ----- | ----- |
| 248  | 307  | 559  | 656  | 980  | 1 328 | 1 785 | 2 194 | 2 501 |

| 2021  | 2022  | - | - | - | - | - | - | - |
| ----- | ----- | - | - | - | - | - | - | - |
| 2 943 | 2 946 | - | - | - | - | - | - | - |

### Enseignement
Labastidette fait partie de l'académie de Toulouse.
L'éducation y est assurée par une école élémentaire.

### Culture
Médiathèque, salle des fêtes (salle Athéna), comité des fêtes, ainsi que de nombreuses associations.

### Activités sportives
Chasse, pétanque, randonnée pédestre, tennis, football.

### Écologie et recyclage
La collecte et le traitement des déchets des ménages et des déchets assimilés ainsi que la protection et la mise en valeur de l'environnement se font dans le cadre de la communauté d'agglomération du Muretain.

## Économie

### Revenus
En 2018  (données Insee publiées en septembre 2021), la commune compte 1 101 ménages fiscaux, regroupant 2 915 personnes. La médiane du revenu disponible par unité de consommation est de 23 380 € (23 140 € dans le département). 55 % des ménages fiscaux sont imposés (55,3 % dans le département).

### Emploi
|                | 2008  | 2013  | 2018  |
| -------------- | ----- | ----- | ----- |
| Commune        | 5,9 % | 7,3 % | 8,2 % |
| Département    | 7,7 % | 9,6 % | 9,3 % |
| France entière | 8,3 % | 10 %  | 10 %  |

En 2018, la population âgée de 15 à 64 ans s'élève à 1 867 personnes, parmi lesquelles on compte 81,6 % d'actifs (73,4 % ayant un emploi et 8,2 % de chômeurs) et 18,4 % d'inactifs,. Depuis 2008, le taux de chômage communal (au sens du recensement) des 15-64 ans est inférieur à celui de la France et du département.
La commune fait partie de la couronne de l'aire d'attraction de Toulouse, du fait qu'au moins 15 % des actifs travaillent dans le pôle,. Elle compte 279 emplois en 2018, contre 212 en 2013 et 201 en 2008. Le nombre d'actifs ayant un emploi résidant dans la commune est de 1 377, soit un indicateur de concentration d'emploi de 20,2 % et un taux d'activité parmi les 15 ans ou plus de 71,9 %.
Sur ces 1 377 actifs de 15 ans ou plus ayant un emploi, 185 travaillent dans la commune, soit 13 % des habitants. Pour se rendre au travail, 90,4 % des habitants utilisent un véhicule personnel ou de fonction à quatre roues, 3,4 % les transports en commun, 3,6 % s'y rendent en deux-roues, à vélo ou à pied et 2,5 % n'ont pas besoin de transport (travail au domicile).

### Activités hors agriculture

#### Secteurs d'activités
142 établissements sont implantés  à Labastidette au 31 décembre 2019. Le tableau ci-dessous en détaille le nombre par secteur d'activité et compare les ratios avec ceux du département,.
| Secteur d'activité                                                                                        | Commune | Commune | Département |
| Secteur d'activité                                                                                        | Nombre  | %       | %           |
| --- | ------- | ------- | ----------- |
| Ensemble                                                                                                  | 142     | 100 %   | (100 %)     |
| Industrie manufacturière, industries extractives et autres                                                | 9       | 6,3 %   | (5,7 %)     |
| Construction                                                                                              | 23      | 16,2 %  | (12 %)      |
| Commerce de gros et de détail, transports, hébergement et restauration                                    | 22      | 15,5 %  | (25,9 %)    |
| Information et communication                                                                              | 2       | 1,4 %   | (4,1 %)     |
| Activités financières et d'assurance                                                                      | 1       | 0,7 %   | (3,8 %)     |
| Activités immobilières                                                                                    | 7       | 4,9 %   | (4,2 %)     |
| Activités spécialisées, scientifiques et techniques et activités de services administratifs et de soutien | 23      | 16,2 %  | (19,8 %)    |
| Administration publique, enseignement, santé humaine et action sociale                                    | 29      | 20,4 %  | (16,6 %)    |
| Autres activités de services                                                                              | 26      | 18,3 %  | (7,9 %)     |

Le secteur de l'administration publique, l'enseignement, la santé humaine et l'action sociale est prépondérant sur la commune puisqu'il représente 20,4 % du nombre total d'établissements de la commune (29 sur les 142 entreprises implantées  à Labastidette), contre 16,6 % au niveau départemental.

#### Entreprises et commerces
Les cinq entreprises ayant leur siège social sur le territoire communal qui génèrent le plus de chiffre d'affaires en 2020 sont : 
- Garage FC Auto, entretien et réparation de véhicules automobiles légers (259 k€)
- GB Constructions, construction de maisons individuelles (229 k€)
- LCS, travaux d'installation d'équipements thermiques et de climatisation (78 k€)
- Jacques Consiglio Consulting, ingénierie, études techniques (78 k€)
- Notinco, activités des agences de publicité (72 k€)

L'agriculture basée sur la culture de céréales (maïs, blé…) a encore une place importante mais tend à diminuer en faveur de zones résidentielles liées à la proximité de l'agglomération toulousaine.

### Agriculture
|               | 1988 | 2000 | 2010 | 2020 |
| ------------- | ---- | ---- | ---- | ---- |
| Exploitations | 8    | 5    | 4    | 4    |
| SAU (ha)      | 352  | 302  | 313  | 280  |

La commune est dans « les Vallées », une petite région agricole consacrée à la polyculture sur les plaines et terrasses alluviales qui s’étendent de part et d’autre des sillons marqués par la Garonne et l’Ariège. En 2020, l'orientation technico-économique de l'agriculture  sur la commune est la culture de céréales et/ou d'oléoprotéagineuses. Quatre exploitations agricoles ayant leur siège dans la commune sont dénombrées lors du recensement agricole de 2020 (huit en 1988). La superficie agricole utilisée est de 280 ha,,.

## Culture locale et patrimoine

### Lieu, monument

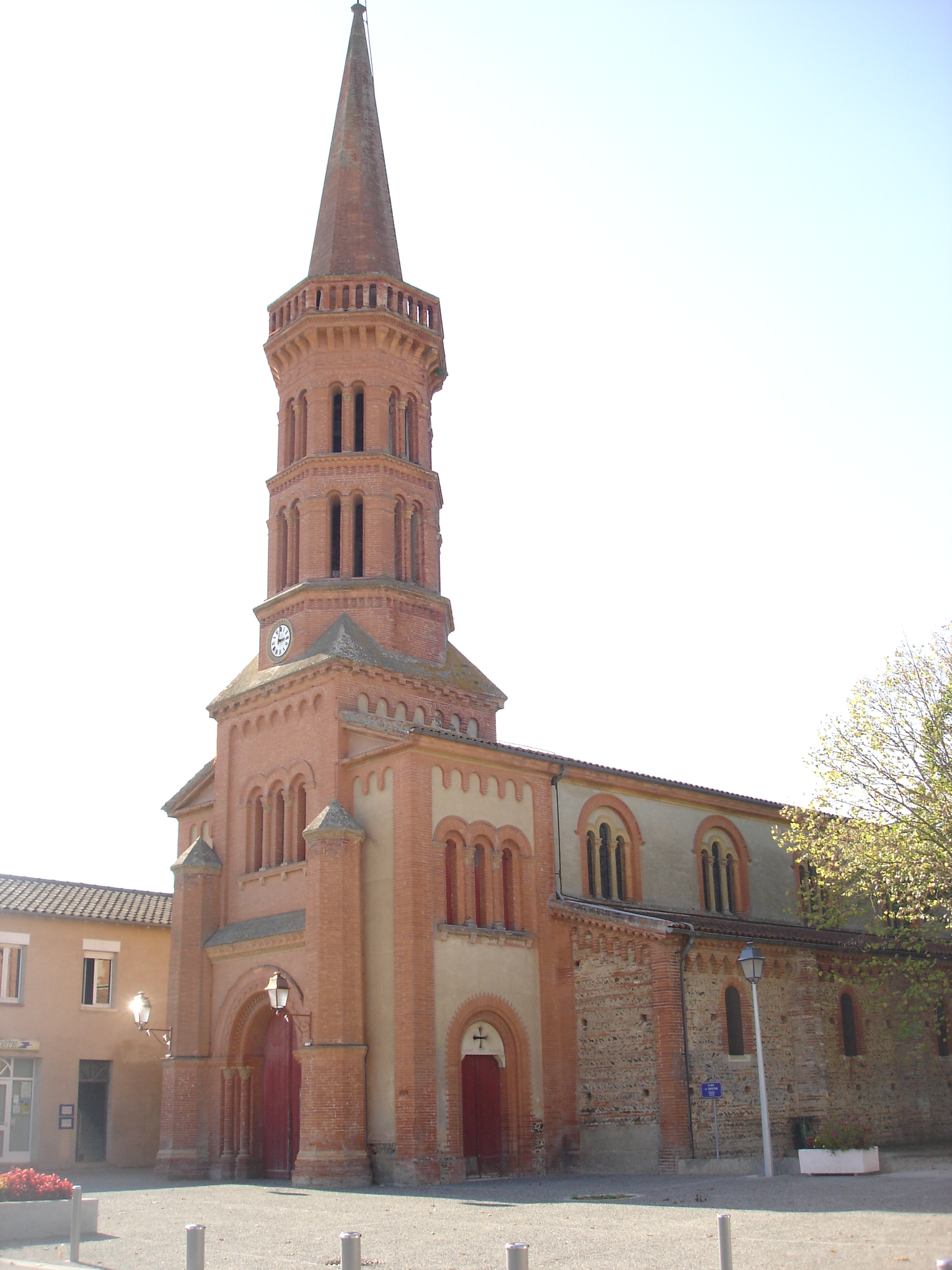
L'église de la Nativité-de-la-Sainte-Vierge.

Église de la Nativité-de-la-Sainte-Vierge, consacrée le 16 octobre 1883 par le cardinal Florian-Jules-Félix Desprez, archevêque de Toulouse.

### Personnalité liée à la commune
Le gymnaste Alexandre Le Mevel, ayant remporté plusieurs compétitions dans la région, en est originaire.

## Pour approfondir